# Житлові будинки для офіцерів (Рівне)
Житлові будинки для офіцерів та підофіцерів 1920-х років у місті Рівне.

## Історія
У період перебування міста Рівне у складі Другої Речі Посполитої на території військового містечка, сформованого за часів Російської імперії на межі ХІХ-ХХ ст., розміщувався особовий склад військовослужбовців Польської армії. Спеціально для молодших і старших офіцерів тут було зведено три житлові будинки. Будівництво стало результатом виконання розпорядження про розквартирування військ в мирний період і створення Фундації військового розквартирування (Fundusz Kwaterunku Wojskowego), виданого у червні 1927 року Міністром військових справ Другої Речі Посполитої Юзефом Пілсудським. Фундації надавались повноваження, в тому числі, затвердження проєктів будівель, контролю за виконанням робіт будівельними фірмами.

## Галерея

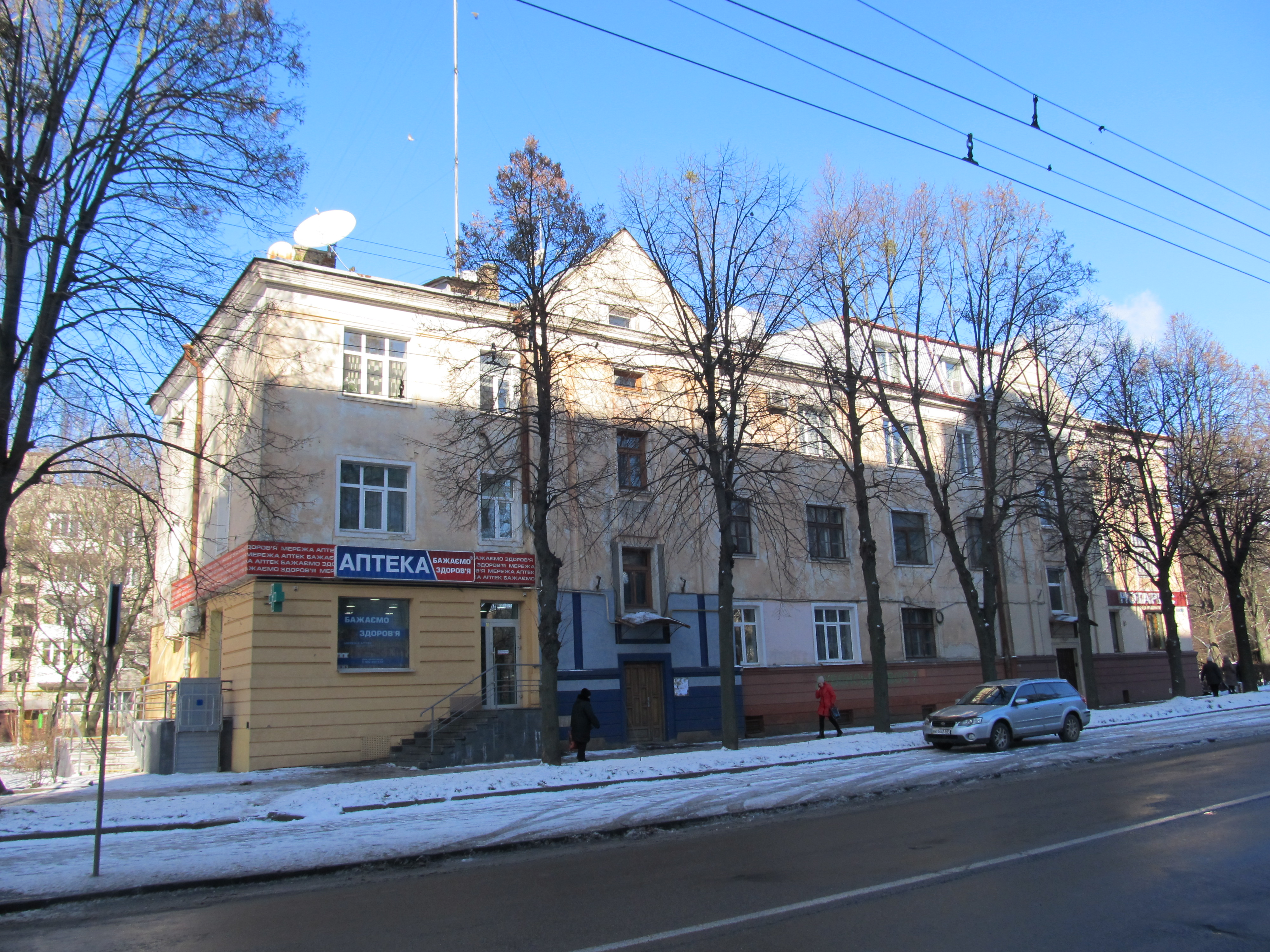
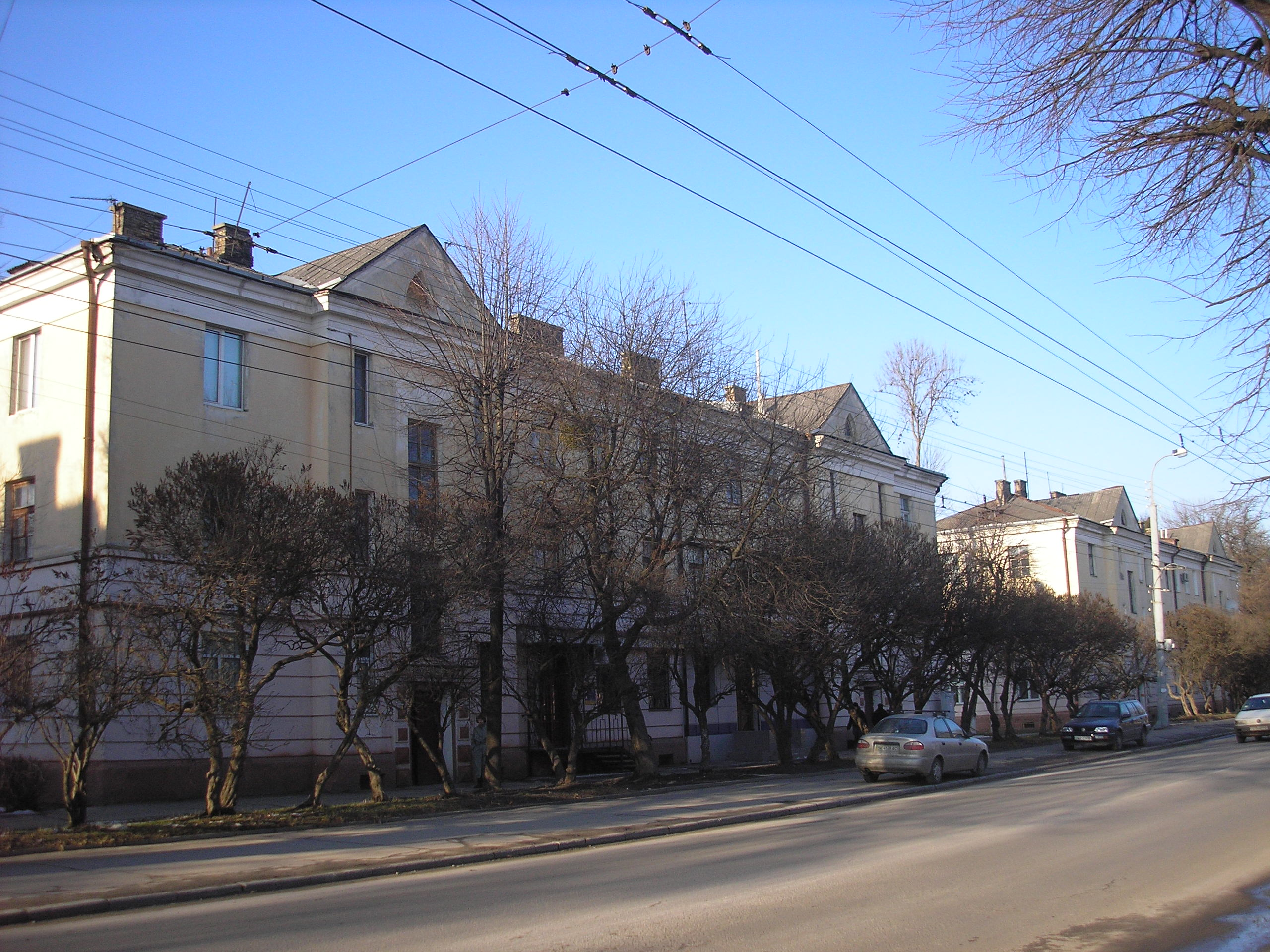

## Архітектура
Будівлі зводили з традиційного і найдешевшого на той час матеріалу — цегли, але мали усі зручності (водопровід, каналізацію, електрику). Міжповерхові і горищні перекриття виконувались із залізобетону, що найбільше цінувався за вогнестійкість.
За даними, оприлюдненими в часописі «Архітектура і будівництво» (Варшава), станом на 1 січня 1929 року тривало будівництво одного з трьох будинків в Рівному (арх. А. Сигєтиньський (Sygietyński) і Б. Зборовський (Zborowski), два інших зводились за проєктом арх. В. Польковського (Polkowski) — всього 78 квартир. Три нові житлові будинки для військових в Рівному розташовуються вздовж до однієї з головних магістралей міста — вулиці Дубенської (Дубенська, 4, БОС 5, БОС7).